# Polestar 3

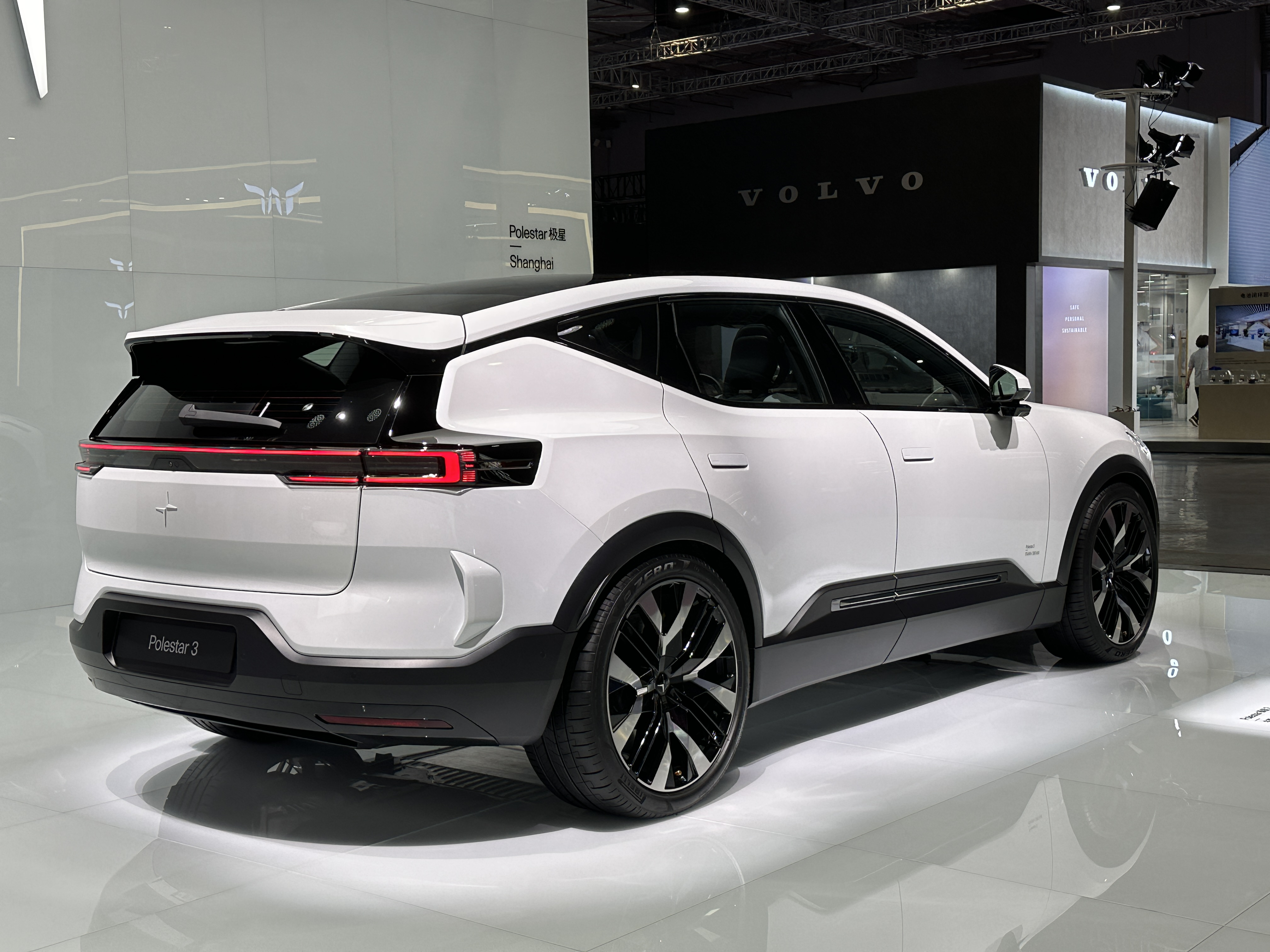
Heck

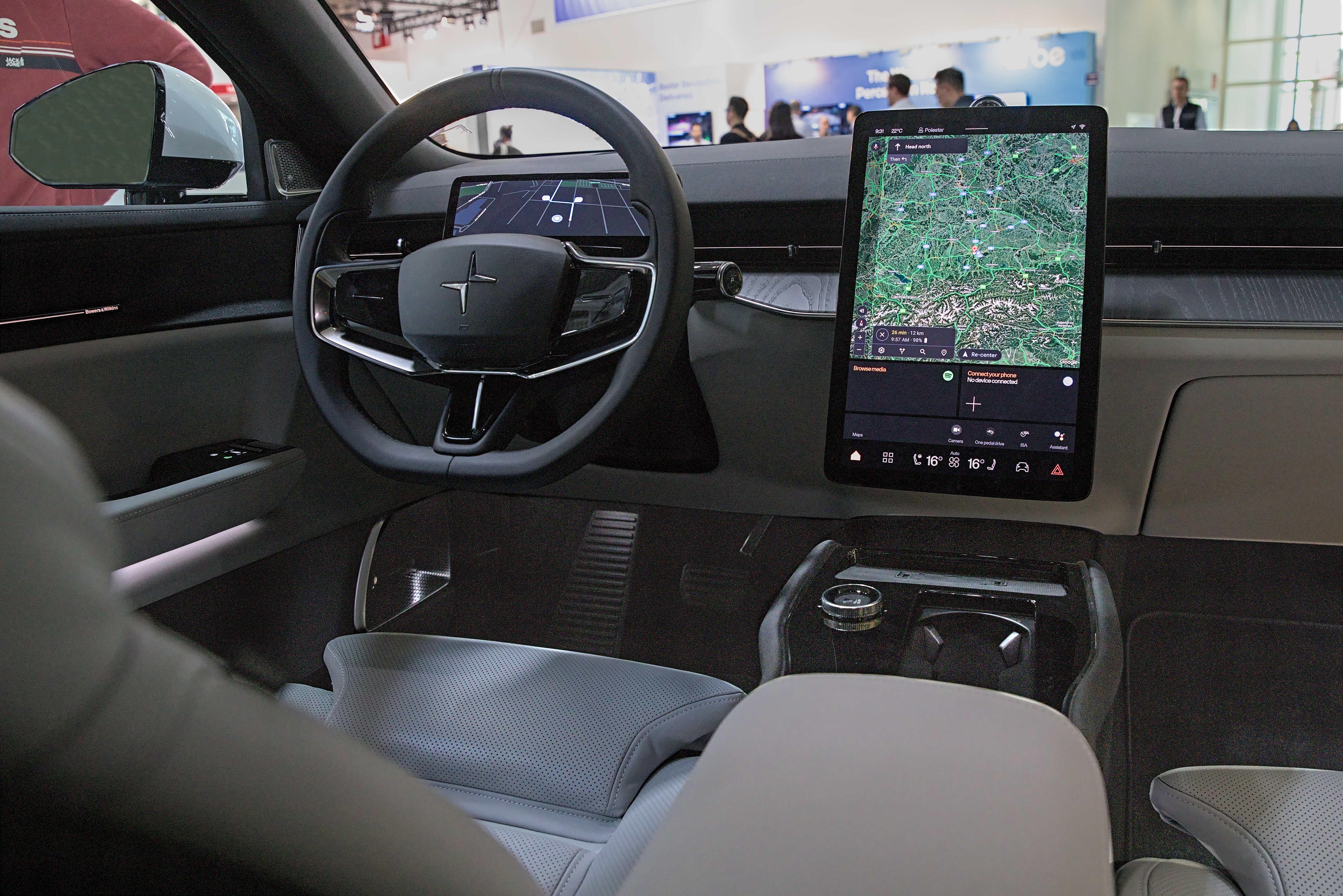
Armaturentafel

Der Polestar 3 ist ein batterieelektrisch angetriebenes SUV des schwedisch-chinesischen Automobilherstellers Polestar. Nach Verzögerungen bei der Softwareentwicklung erfolgten erste Auslieferungen Mitte 2024.

## Geschichte
Der Polestar 3 wurde am 12. Oktober 2022 in Kopenhagen für den weltweiten Markt vorgestellt, nachdem Volvo Ende 2021 mit dem Concept Recharge die Studie eines elektrischen Crossovers gezeigt hatte.
Der Wagen wird zunächst seit Februar 2024 im chinesischen Chengdu gefertigt. Zudem startete die Produktion im August 2024 auch im US-amerikanischen Ridgeville (South Carolina). In Europa wurden die ersten Fahrzeuge der Baureihe im Juli 2024 ausgeliefert.

## Technik
Das 4,90 Meter lange Fahrzeug nutzt die SPA-II-Plattform (Scalable Product Architecture II), eine Weiterentwicklung der SPA-Plattform für elektrische Antriebe, wie der ebenfalls 2022 etwa einen Monat später präsentierte Volvo EX90. Der Polestar wurde jedoch niedriger und mit coupé-artiger Dachlinie („Crossover“) gestaltet. Auffällig sind die an der Motorhaube und am Heck integrierten Flügel, die die Luftströme teilen und so die Aerodynamik verbessern sollen. Der cw-Wert beträgt 0,29. Das Fahrzeug hat einen Kofferraum, der ohne Umklappen der Rückbank und inklusive eines 90 Liter großen Unterbodenfachs 484 Liter fasst. Mit umgeklappter Rückbank wird das Kofferraumvolumen mit 1411 Liter angegeben. Außerdem gibt es einen kleinen vorderen Stauraum, einen sogenannten Frunk, mit 32 Litern Fassungsvermögen.
Angetrieben wird der Polestar 3 zum Marktstart von zwei Elektromotoren, deren Leistung von 360 kW (490 PS) auf Wunsch über ein Performance-Paket um 20 kW erhöht werden kann. Das Drehmoment beträgt 840 bzw. 910 Nm (Performance). Beiden Versionen gemein ist der Allradantrieb. Eine Version mit nur einem Elektromotor mit einer maximalen Leistung von 220 kW (299 PS) folgte im Juni 2024. Sie hat Heckantrieb. Die Hinterachse verfügt immer über eine elektrische Torque-Vectoring-Doppelkupplungsfunktion und der Heckmotor lässt sich bei niedriger Leistungsanforderung entkoppeln (Allrad-Versionen). Serienmäßig sind außerdem 21 Zoll-Räder (Performance-Version 22 Zoll) sowie eine Zweikammer-Luftfederung und aktive Stoßdämpfer, die das Wechseln zwischen komfortabler und straffer Abstimmung ermöglichen. Eine serienmäßige Wärmepumpe ermöglicht die Konditionierung des 111 kWh großen, flüssigkeitsgekühlten Lithium-Ionen-Akkumulators. Er ermöglicht eine Normreichweite von 650 km. Die Gleichstrom-Ladeleistung beträgt bis zu 250 kW. Weiterhin bietet das Fahrzeug die Möglichkeit zum bidirektionalen Laden.
Für die Innenraumbeleuchtung werden LEDs mit einem durch unterdrückten Blau-Anteil natürlichem Licht ähnlichen Spektrum (SunLike-LEDs) eingesetzt. Die Anzeigen und Ansagen im Polestar 3, wie Navigation usw., arbeiten mit dem Android-Automotive-Betriebssystem von Google LLC.
Des Weiteren sind fünf Radarmodule, wobei das vordere beheizbar ist, und fünf externe Kameras eingebaut, was zukünftig Autonomes Fahren auf Autobahnen ermöglichen soll. Die eingebaute Rechenleistung soll schon beim Serienstart für automatische Spurwechsel ausreichend sein.

## Sicherheit
Im April 2025 wurde der Polestar 3 vom Euro NCAP auf die Fahrzeugsicherheit getestet. Er erhielt fünf von fünf möglichen Sternen.

## Ausstattung
Zur Ausstattung gehören Brembo-Bremsen und ein Panorama-Glasdach.
Im Innenraum wird Flachs, Wolle, deren Herkunft zurückverfolgt werden kann, und Leder mit einem Tierschutzzertifikat als Material verwendet.
Ein-Pedal-Fahren ist wie beim Polestar 2 möglich.

## Technische Daten
|                                                | Long Range Single Motor                 | Long Range Dual Motor                      | Long Range Dual Motor mit Performance Pack |
| ---------------------------------------------- | --------------------------------------- | ------------------------------------------ | ------------------------------------------ |
| Bauzeitraum                                    | seit 06/2024                            | seit 02/2024                               | seit 02/2024                               |
| Motorkenndaten                                 |                                         |                                            |                                            |
| Motortyp                                       | Elektromotor (Hinterachse)              | 2 Elektromotoren (Hinter- und Vorderachse) | 2 Elektromotoren (Hinter- und Vorderachse) |
| Motorbauart                                    | permanentmagneterregte Synchronmaschine | permanentmagneterregte Synchronmaschine    | permanentmagneterregte Synchronmaschine    |
| max. Leistung                                  | 220 kW (299 PS)                         | 360 kW (490 PS)                            | 380 kW (517 PS)                            |
| max. Drehmoment                                | 490 Nm                                  | 840 Nm                                     | 910 Nm                                     |
| Kraftübertragung                               |                                         |                                            |                                            |
| Antrieb                                        | Heckantrieb                             | Allradantrieb                              | Allradantrieb                              |
| Getriebe                                       | Festes Übersetzungsverhältnis           | Festes Übersetzungsverhältnis              | Festes Übersetzungsverhältnis              |
| Antriebsbatterie                               |                                         |                                            |                                            |
| Zellchemie                                     | Nickel-Mangan-Cobalt-Akkumulator (NMC)  | Nickel-Mangan-Cobalt-Akkumulator (NMC)     | Nickel-Mangan-Cobalt-Akkumulator (NMC)     |
| Systemspannung                                 | 400 V                                   | 400 V                                      | 400 V                                      |
| Energieinhalt, brutto / netto                  | 111 kWh / 107 kWh                       | 111 kWh / 107 kWh                          | 111 kWh / 107 kWh                          |
| Messwerte                                      |                                         |                                            |                                            |
| Höchstgeschwindigkeit                          | 180 km/h                                | 210 km/h                                   | 210 km/h                                   |
| Beschleunigung, 0–100 km/h                     | 7,8 s                                   | 5,0 s                                      | 4,7 s                                      |
| Energieverbrauch auf 100 km (WLTP, kombiniert) | 18,9–20,0 kWh                           | 19,7–21,8 kWh                              | 22,1–23,0 kWh                              |
| Reichweite nach WLTP                           | 650 km                                  | 631 km                                     | 561 km                                     |
| Max. Ladeleistung (AC)                         | 11 kW                                   | 11 kW                                      | 11 kW                                      |
| Max. Ladeleistung (DC)                         | 250 kW                                  | 250 kW                                     | 250 kW                                     |
| Max. Anhängelast                               | 1500 kg                                 | 2200 kg                                    | 2200 kg                                    |

## Zulassungszahlen in Deutschland
Seit dem Marktstart bis einschließlich Dezember 2024 wurden in der Bundesrepublik Deutschland insgesamt 235 Polestar 3 neu zugelassen. 
|  |

|  |

|  |

|  |

|  |

|  |

|  |

|  |

|  |

|  |

|  |

|  |

|  |

|  |

|  |

|  |

|  | Allradantrieb |

|  | Allradantrieb |